# Кліфтон (округ Грант, Вісконсин)
Кліфтон (англ. Clifton) — місто (англ. town) в США, в окрузі Грант штату Вісконсин. Населення — 380 осіб (2020).

## Демографія
Згідно з переписом 2010 року, у місті мешкало 385 осіб у 118 домогосподарствах у складі 94 родин. Було 133 помешкання
Расовий склад населення:
| - 100,0 % — білих |

До двох чи більше рас належало 0,0 %. Частка іспаномовних становила 0,0 % від усіх жителів.
За віковим діапазоном населення розподілялося таким чином: 35,3 % — особи молодші 18 років, 53,8 % — особи у віці 18—64 років, 10,9 % — особи у віці 65 років та старші. Медіана віку мешканця становила 32,5 року. На 100 осіб жіночої статі у місті припадало 109,2 чоловіків;  на 100 жінок у віці від 18 років та старших — 102,4 чоловіків також старших 18 років.
Середній дохід на одне домашнє господарство  становив 87 340 доларів США (медіана — 61 250), а середній дохід на одну сім'ю — 82 728 доларів (медіана — 67 875). Медіана доходів становила 31 364 долари для чоловіків та 35 469 доларів для жінок. За межею бідності перебувало 19,9 % осіб, у тому числі 24,3 % дітей у віці до 18 років та 0,0 % осіб у віці 65 років та старших.
Цивільне працевлаштоване населення становило 246 осіб. Основні галузі зайнятості: сільське господарство, лісництво, риболовля — 39,8 %, виробництво — 12,6 %, освіта, охорона здоров'я та соціальна допомога — 11,8 %, будівництво — 11,4 %.